# Odiel Defraeye

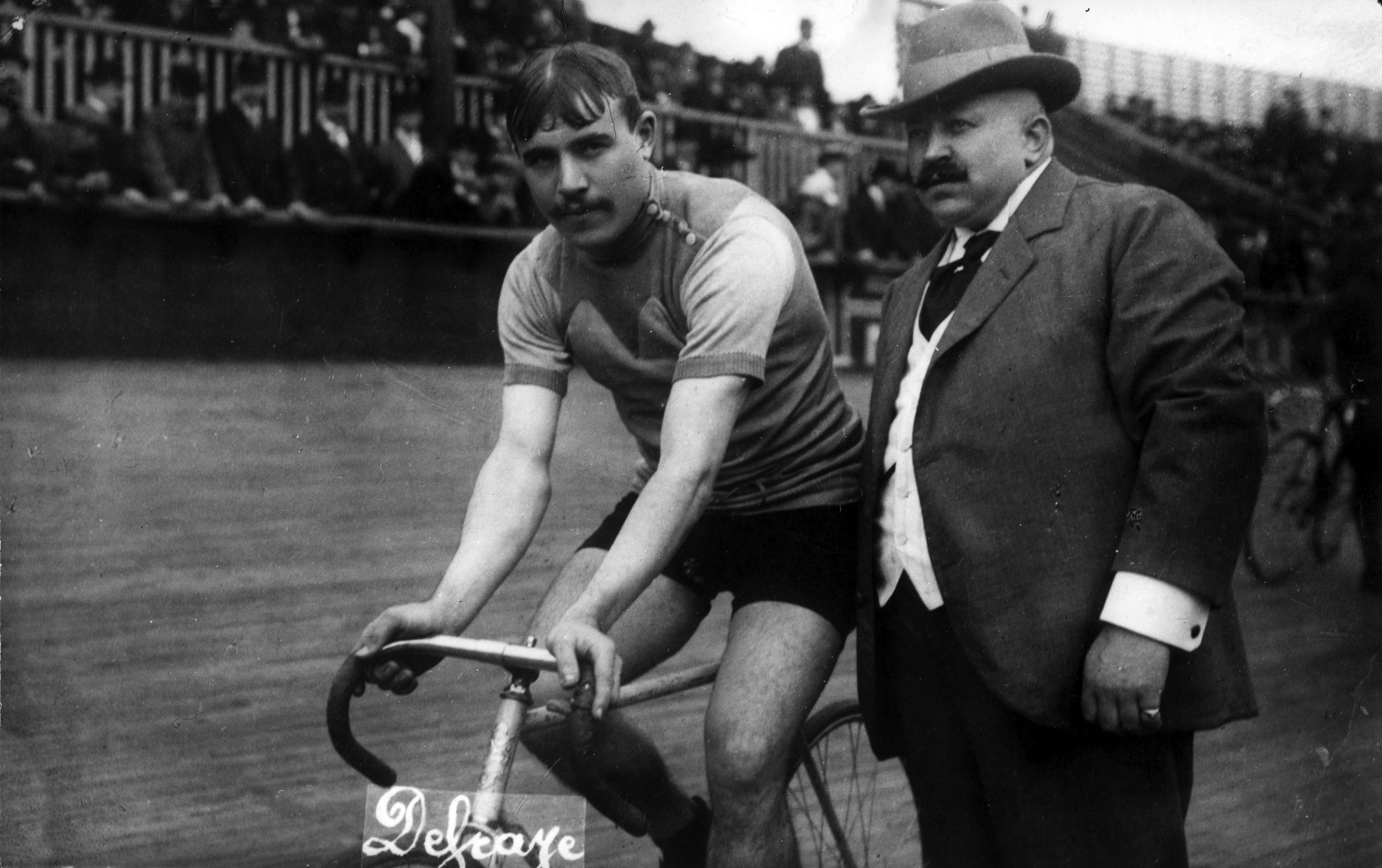
Odiel Defraeye

Odilon „Odiel“ Defraeye (auch Odile Defraye; * 14. Juli 1888 in Rumbeke; † 20. August 1965 in Bierges) war ein belgischer Radrennfahrer. Er war 1912 der erste belgische Gewinner einer Tour de France.
Odiel Defraeye, ein gelernter Bürstenmacher, war Profi-Rennfahrer von 1909 bis 1914. Er war ein Schützling des belgischen Radsport-Idols Cyrille Van Hauwaert, der sich von ihm den ersten Toursieg eines Belgiers erhoffte. Dieser Sieg gelang ihm 1912. In den Jahren 1909, 1913, 1914, 1919, 1920 und 1924 startete er erneut bei der Tour, musste aber jedes Mal aufgeben. Außerdem gewann er 1913 den Radklassiker Mailand–Sanremo, als zweiter Belgier nach seinem Mentor Van Hauwaert. Nach dem Ersten Weltkrieg war er erneut Profi von 1919 bis 1924, konnte aber nicht mehr an seine alten Erfolge anknüpfen.
Nach seinem Sieg bei der Tour de France überzeugte Defraeye den belgischen Verleger der Sportwereld, Karel Van Wijnendaele, nach deren Vorbild eine eigene Rundfahrt zu organisieren: 1913 wurde die erste Flandern-Rundfahrt gestartet.
1924 beendete Odiel Defraeye seine aktive Radsport-Laufbahn, zog zunächst an die französische Côte d’Or, kehrte aber später nach Belgien zurück und eröffnete ein Café, das zwar gut lief; er selbst trauerte jedoch den alten Zeiten nach und begann zu trinken. 1965 starb der erste belgische Toursieger vergessen in einem Seniorenheim in Bierges.
2012 widmete das Nationaal Wielermuseum im belgischen Roeselare Odiel Defraeye sein Veranstaltungsprogramm unter der Überschrift In het wiel van Odiel, aus Anlass des hundertjährigen Jubiläums seines Toursieges.
Die Radrennbahn in Rumbeke ist nach ihm benannt.